# 福井城
福井城（ふくいじょう）は、現在の福井県福井市大手にあたる越前国足羽郡北ノ庄（改め福居）のち福井にあった城。本丸の石垣と堀が残るが、二の丸、三の丸はほぼ消滅して市街地化している。形式は平城。本丸と二の丸の縄張りは徳川家康によるものとされる。江戸時代には福井藩主越前松平家の居城、城下町として栄える。現在、本丸跡地には福井県庁、福井県議会や福井県警察本部が庁舎を構えている。なお、本項目では福井城が築城される以前に同地に存在した北ノ庄城についても合わせて記す。

## 概要
前身となる北ノ庄城（北庄城、庄城とも）の築城年代は不明だが、南北朝時代には現在の福井市北庄・木田・板垣町付近に城郭が存在したようで、『日本城郭大系』11巻（1980年）は、福井藩主松平吉邦の命で享保5年（1720年）に編纂された『越前国古城跡并館屋敷蹟』（『城跡考』）の記載を引用して、これを延元3年/建武5年（1338年）に南朝方の新田義貞に対抗して北朝方の斯波高経が築いた城塞群「足羽七城」の1つに数えている。
その後、黒丸城に拠っていた朝倉貞景の子・朝倉頼景がこの地に館を築き、北庄朝倉家の拠点となったという。
織田信長配下の軍勢によって朝倉氏が滅亡した後、信長は越前支配のために、朝倉氏旧臣の前波長俊を一乗谷の守護代に任じた。また、明智光秀、羽柴秀吉、滝川一益の3名に自らの意思を伝達する役割を持たせ、北庄の朝倉景行の館に配置した。簡易な前線基地か砦程度の物であったと推定されている。後に信長は越前49万石を柴田勝家に与えた。
北ノ庄城には柴田氏が天正3年（1575年）に築城した「柴田氏北ノ庄城」と、その跡地に結城氏が慶長6年（1601年）に築城または改築した「結城氏北ノ庄城（後に福井城に改名）」とがある。現在見られる福井城の遺構は結城氏によるものである。 
柴田氏北ノ庄城と結城氏北ノ庄城との関係について、柴田氏のものを結城氏が改築したもの、柴田氏のものの跡に結城氏によってまったく別の城として築かれたものという解釈がある。現状では前者の調査がほとんど進んでいないため不明である。そのため前者と後者を区別しないこともある。
2017年（平成29年）4月6日、「続日本100名城」（137番）に選定された。

## 柴田氏　北ノ庄城
朝倉氏の滅亡後、越前を支配していた一向一揆（越前一向一揆）を平定した功績によって、越前国北ノ庄を与えられた柴田勝家が、1575年（天正3年）に自らの縄張りによって築城を開始する。城は足羽川と吉野川（のちの百間堀）が合流した位置に築かれ、堀の一部に足羽川を使用していたと推定されており、天守は7層（一説には9層）構造で、安土城に匹敵する巨城であったと伝えられている。
宣教師のルイス・フロイスが1581年（天正9年）に北ノ庄を訪問したときの記録があるが、それによると「城及び他の屋敷の屋根が全てことごとく立派な石で葺かれており、その色により一層城の美観を増した」とある。この「石」とは、城に程近い足羽山で産出される笏谷石のことであり、現在発掘調査で見出された柴田時代の石垣は笏谷石であるし、北ノ庄城とほぼ同時期に勝家の養子、柴田勝豊によって築城された丸岡城の天守も笏谷石製の石瓦で葺いている。また、町の規模が安土の2倍ほどもあること、勝家によって足羽川に架橋された九十九橋についても言及がある。
しかし1583年（天正11年）4月の北ノ庄城の戦いに勝家が敗れ、妻・市と共に自害すると城にも火が放たれ、建造物のほぼ全てが焼失することになる（北ノ庄城の戦い）。勝家を攻め滅ぼした羽柴秀吉が戦後間もない1583年（天正11年）4月25日に毛利氏の重臣・小早川隆景に送った書簡には、「城中に石蔵を高く築き、天守が九重」であった旨の記述がある。（ただし九重には「何段にも重なる」という意味もある）

## 丹羽氏　堀氏時代
柴田氏が滅ぼされたのち戦功により若狭領主の丹羽長秀が越前を加増され城主となった。その後堀秀政の領地となったが堀氏は間もなく越後に転封された。

## 青木氏（豊臣家の親族）時代
その後、1599年（慶長4年）に秀吉の親族である青木一矩が北ノ庄城21万石に封じられたという記録が残っている。

## 結城氏　北ノ庄城（福井城）

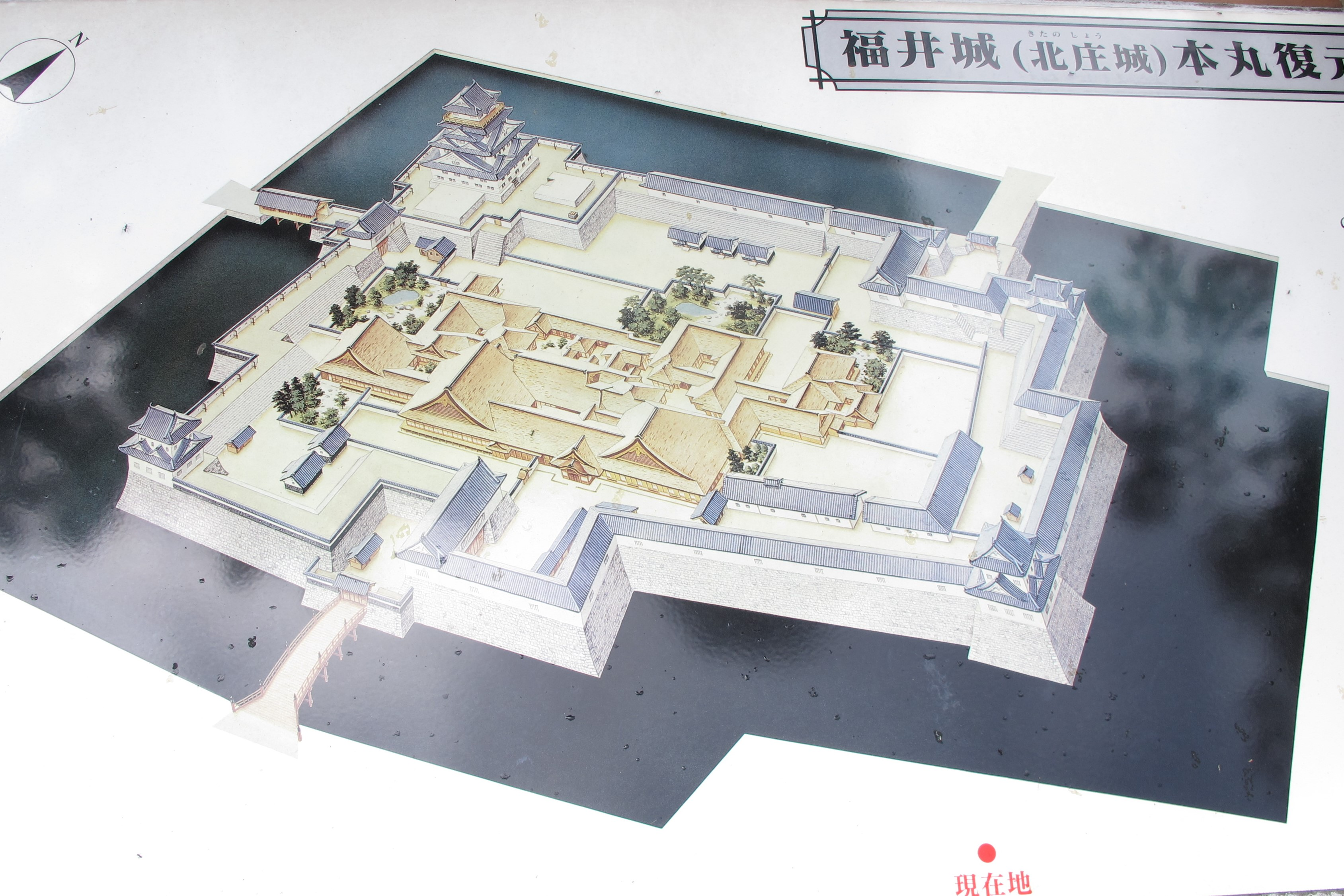
福井城（北庄城）本丸復元図

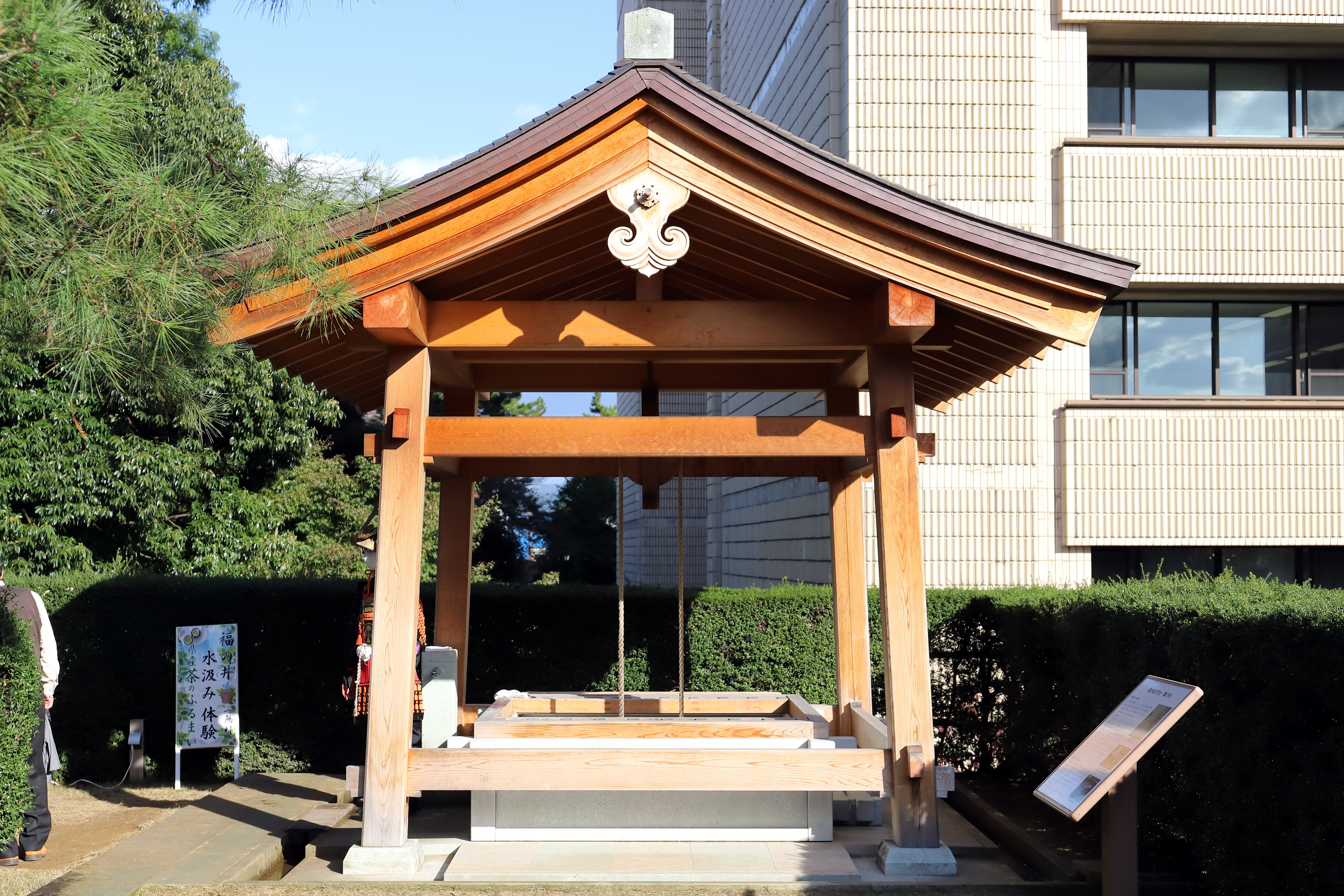
上屋、釣瓶整備後の福の井。なお福井市は、これに北ノ庄の「北」をかけあわせデザインしたものを1925年に市章と制定している。

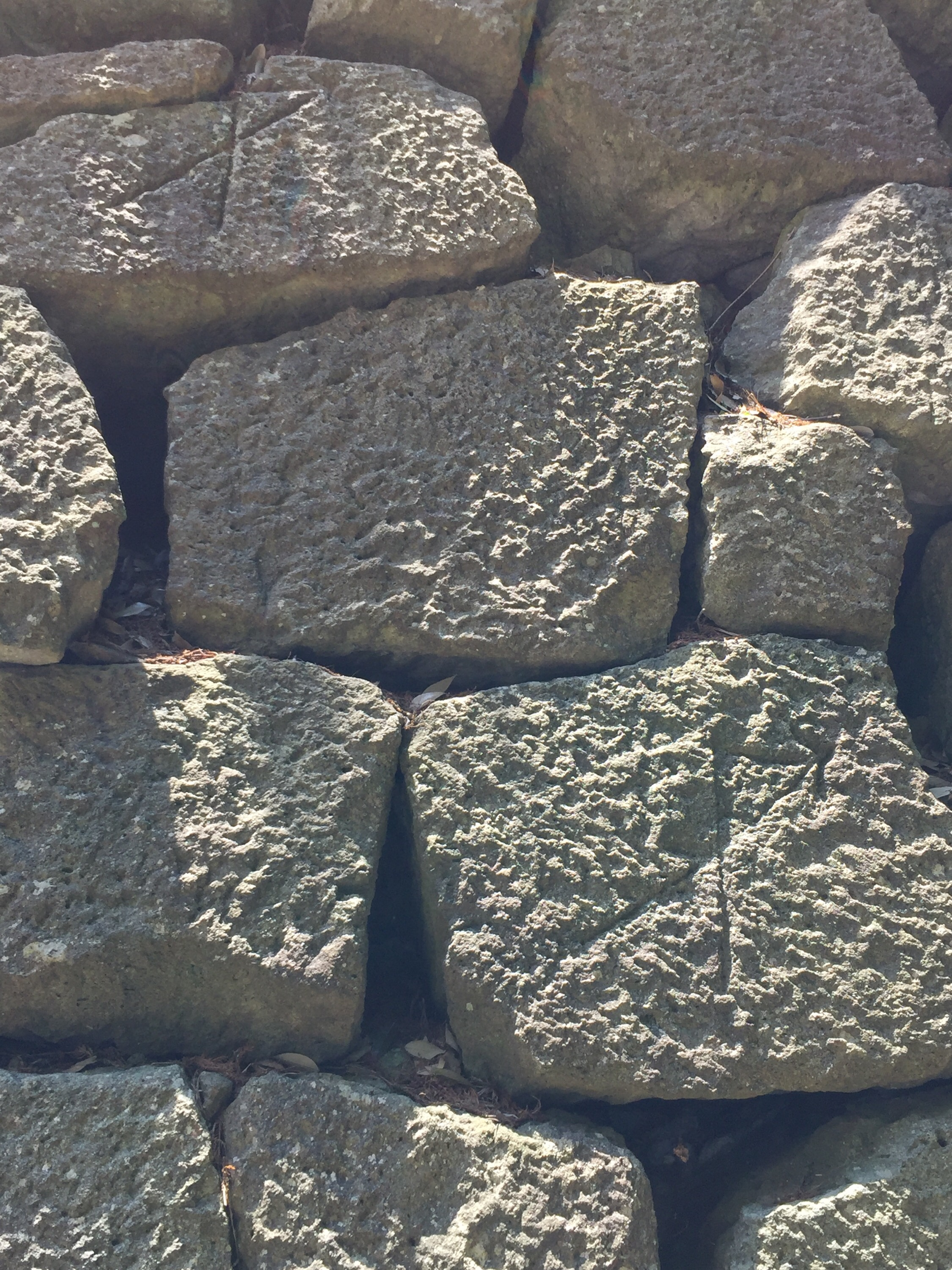
福井城の石垣

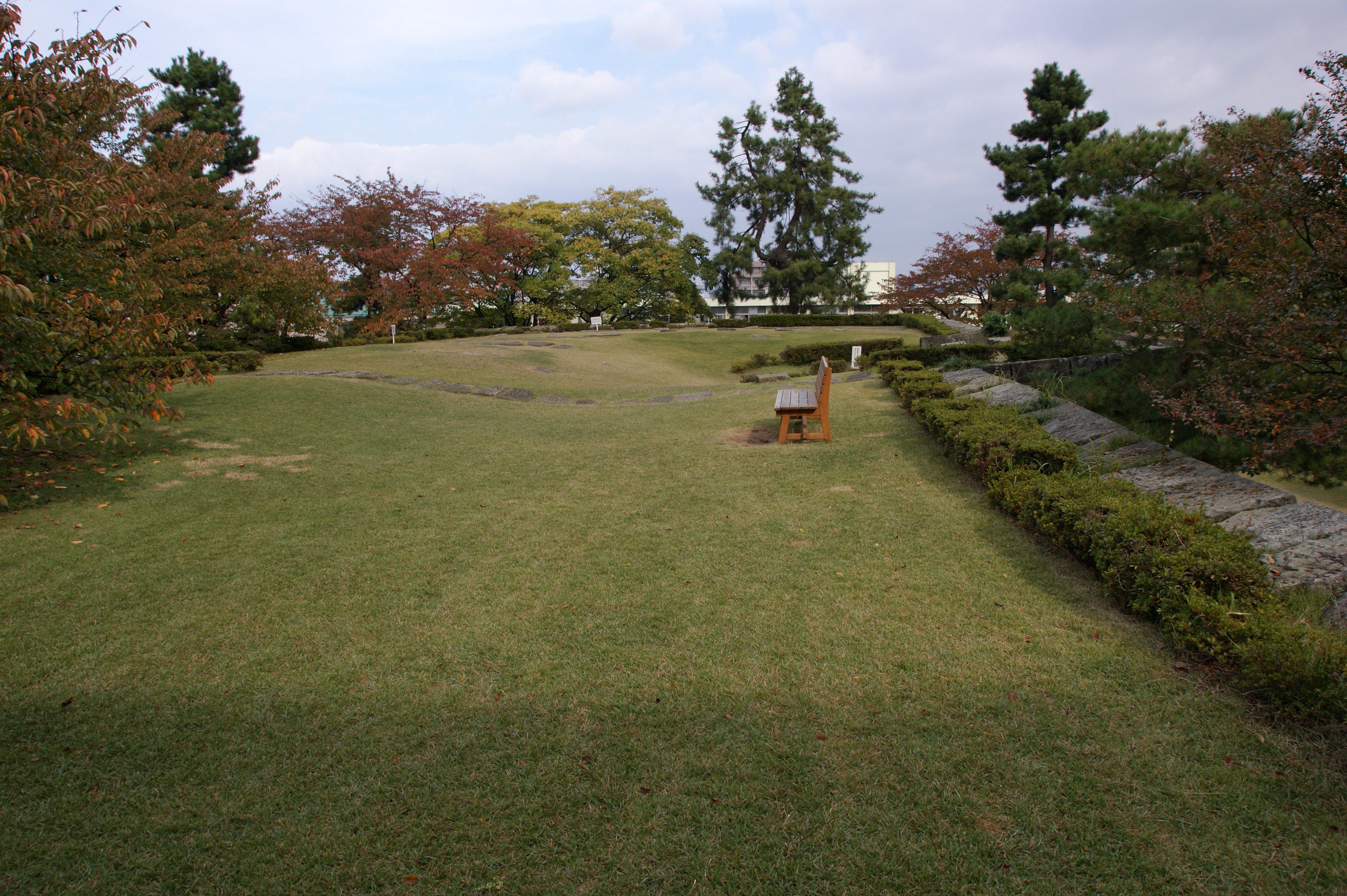
天守台

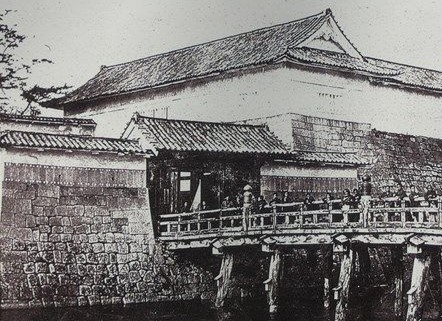
瓦御門　本丸の正門

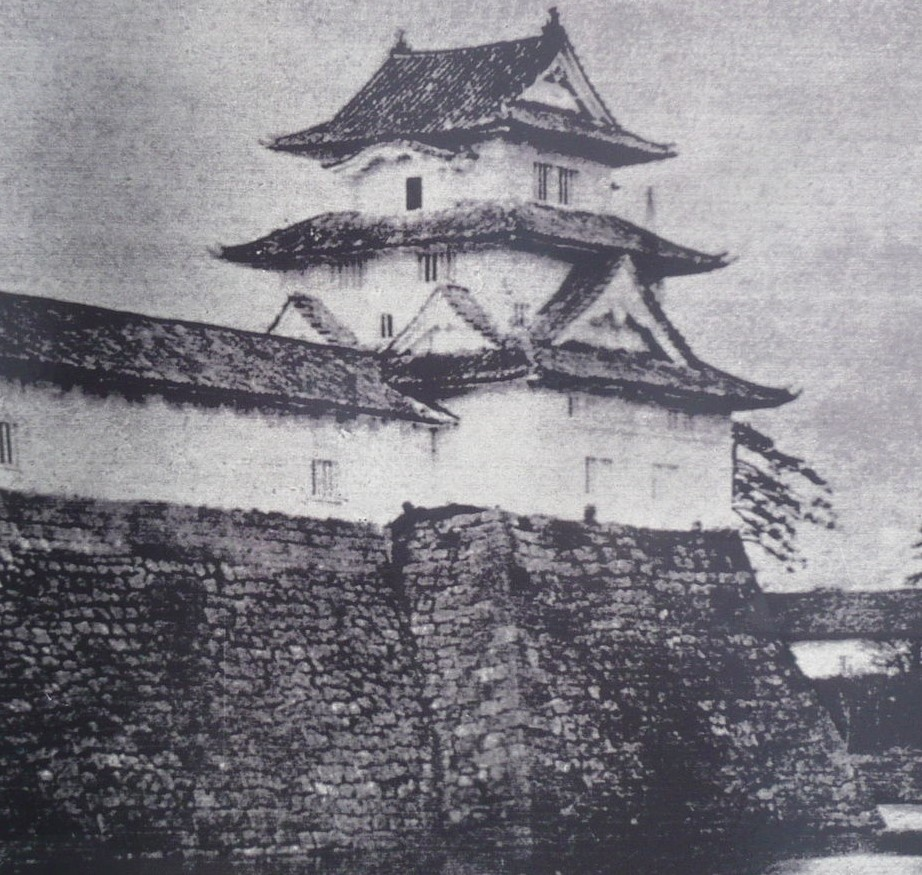
巽櫓　本丸の南東隅

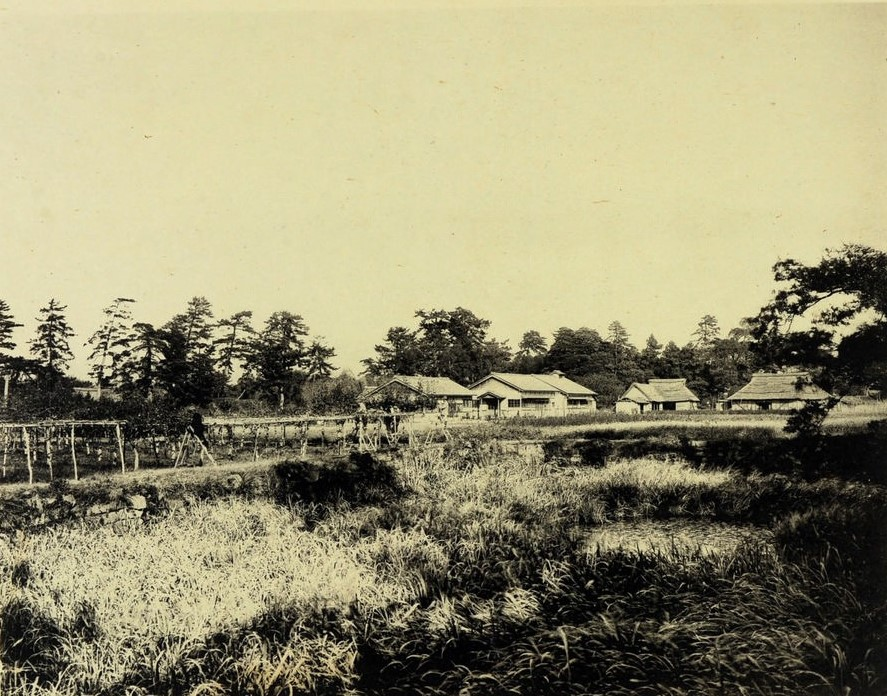
松平試農場

1600年（慶長5年）に家康の次男である結城秀康が関ヶ原の戦いの戦功第一位ということで68万石で北ノ庄を拝領すると、翌1601年（慶長6年）9月には知行割を実施し、築城に着手した。1604年（慶長9年）に秀康が松平氏を名乗ることを許され、名実共に御家門の居城にふさわしい城となるよう、全国諸大名の御手伝普請で約6年の歳月をかけて完成する。完成した城は東が新堀川(現在の荒川)、南は足羽川、北は加賀口馬出までの2キロメートル四方に及んだ。本丸には4重5階の天守が建てられた。
柴田氏の北ノ庄城の跡地に、結城氏によって新たに「北ノ庄城」が築城されたため、現在では柴田氏の遺構を見ることは出来ない。1993年（平成5年）から6度にわたるの発掘調査の結果、本丸の推定位置である柴田神社の地下から、石垣の跡と思われる石が出土したが、本丸の正確な位置を完全に特定するまでには至っていない。
1624年（寛永元年）に福井藩第3代藩主松平忠昌によって、「北」の字が「敗北」にあたり不吉であるとして「北ノ庄」から「福居」に改名され、さらに後に「福井」と改名される。改名の経緯に関しては諸説あるが、一説には、北ノ庄城内にあった「福の井」という井戸に因んで改名されたと言われる。
1669年（寛文9年）に天守が焼失し、以後藩財政の悪化や幕府への配慮などから再建されることはなかった。幕府から再建の許可が下りなかったとの説もある。

### 天守
本丸北西隅に天守曲輪と天守台の2段の石垣をついて望楼型4重5階の天守が建てられた。高さは、天守台も含めて約37メートルにも及んだ。白漆喰総塗籠の外壁仕上げで、最上重には、外廻り縁高欄と西面に向唐破風があり、元和大坂城天守に見られるような配置に破風が並べられていた。天守台以外に付櫓台や控天守台があるが、絵図から当初より建物は無かったと考えられている。
1669年（寛文9年）に焼失した後は、同じように類焼した本丸南西隅の2重巽櫓を3重に再建し天守の代用としている。古写真では、複合式望楼型で1重目と2重目の窓が上下にあることから、3重5階の櫓であったと見られている。

### 石垣
石垣の積み方は、天守台、大手門、櫓台、隅角部等の重要な部分は切込はぎ積で、その他の城壁は打込はぎ積である。また、横線が波立っているが布積である。福井市小山谷町で産出した笏谷石を用いている。
石垣の構築には、穴太積で有名な穴太衆も携わったことが推測される。
刻印が多く認められるが、石垣普請に携わった藩家臣や石工集団の工事分担などを行うため穿垂れた記号と考えられている。現在は残っていないが、石垣の中に隠出入口が複数あった。

### 遺構等
明治維新後、1871年（明治4年）、福井藩は福井城の解体を政府に願い出、旧城地は1873年（明治6年）陸軍省の管轄となったが、旧藩士たちが1879年（明治12年）同地を借り受け、開墾を進めた。その後、1890年（明治23年）松平茂昭は福井城跡を買い戻し、1893年（明治26年）、松平康荘により、旧城内に農業試験場「松平試農場」が設立され、1921年（大正11年）金津駅東の細呂木村山室口へ移転するまで続いた。
1936年（昭和11年）、松平家が城の外郭5万坪を売却。繁華街に沿っている場所は坪当たり150円、その他の場所は坪当たり最低でも100円の価格設定がなされた。この際、堀は埋められ石垣の一部が取り壊された。
21世紀現在、天守台などの遺構が残り、本丸跡には福井県庁、県会議事堂、県警察本部などがあり、公園としても整備されている。石垣の一部崩壊に関して、これら施設の重量のせいではないか、と議論されたことがある。本丸御殿の一部は（市内足羽5丁目）瑞源寺本堂及び書院に移築されている。また、天守台のそばには「福の井」という井戸が残っており、この井戸が「福井」の語源由来となったという説がある。この井戸の水は常時定量より減らなかったことから「福の井」と名付けられ、これが城の名前を経て藩名の「福井」になったと言われている。この井戸には城外へ通じる抜け道があるとの言い伝えがあり、過去に調査がなされた。
福井市足羽5丁目の足羽山麓にある高照山瑞源寺（臨済宗妙心寺派）は、第5代、第7代藩主昌親（吉品）とその母親の高照院の墓所である。寺伝に従い1991年（平成3年）に調査された結果、この寺の本堂と書院が福井城本丸御殿の移築遺構であることが判明した。幕末の1860年（万延元年）「御本丸の御小座敷を以って本堂を再建する」と寺伝にある通り、後世に増改築されてはいるが、『福井城本丸御殿の図』（松平文庫蔵）にみられる1831年（天保2年）に14代斉承が造営した御小座敷（おこざしき）と呼ばれる建物と一致した。また併設されている書院は、同年同時に作られた、斉承の正妻浅姫（11代将軍家斉の娘）のための御殿「大奥御座之間」であることも建材の墨書などから確認された。
また、三の丸に存在した東照宮の唐門が、坂井市春江町本堂にある観音院(八幡神社)に移築されたが1948年（昭和23年）の福井地震により倒壊。一部部材を欠損したものの、大部分の部材は当時の様式を保ち現存する。なお、現在は倉庫にて保管されている。

### 整備・復元事業
「県都デザイン戦略」の1つとして福井城と周辺の歴史史跡などを整備し、史跡の保全や市民の憩いの場としての整備が進められている。
- 2008年（平成20年）御廊下橋が復元された。屋根と壁の付いた木造の橋である。
- 2017年（平成29年）福の井が整備された[29]。井戸の石積みや井戸枠を福井地震前の大きさに復元。また井戸の上屋や釣瓶を新たに設置。
- 2018年（平成30年）山里口御門が復元された。櫓門と棟門で小さな枡形を形成する珍しい形態の枡形門である。石の瓦屋根というのも珍しい。総事業費は約8億5千万円[30][31][32][33]。2017年（平成29年）11月、工事が完了し内覧会が行われた[34]。
- 令和7年2月17日、福井県議会で坤櫓と本丸西側土塀の復元に向けての調査が示された[35][36][37]。

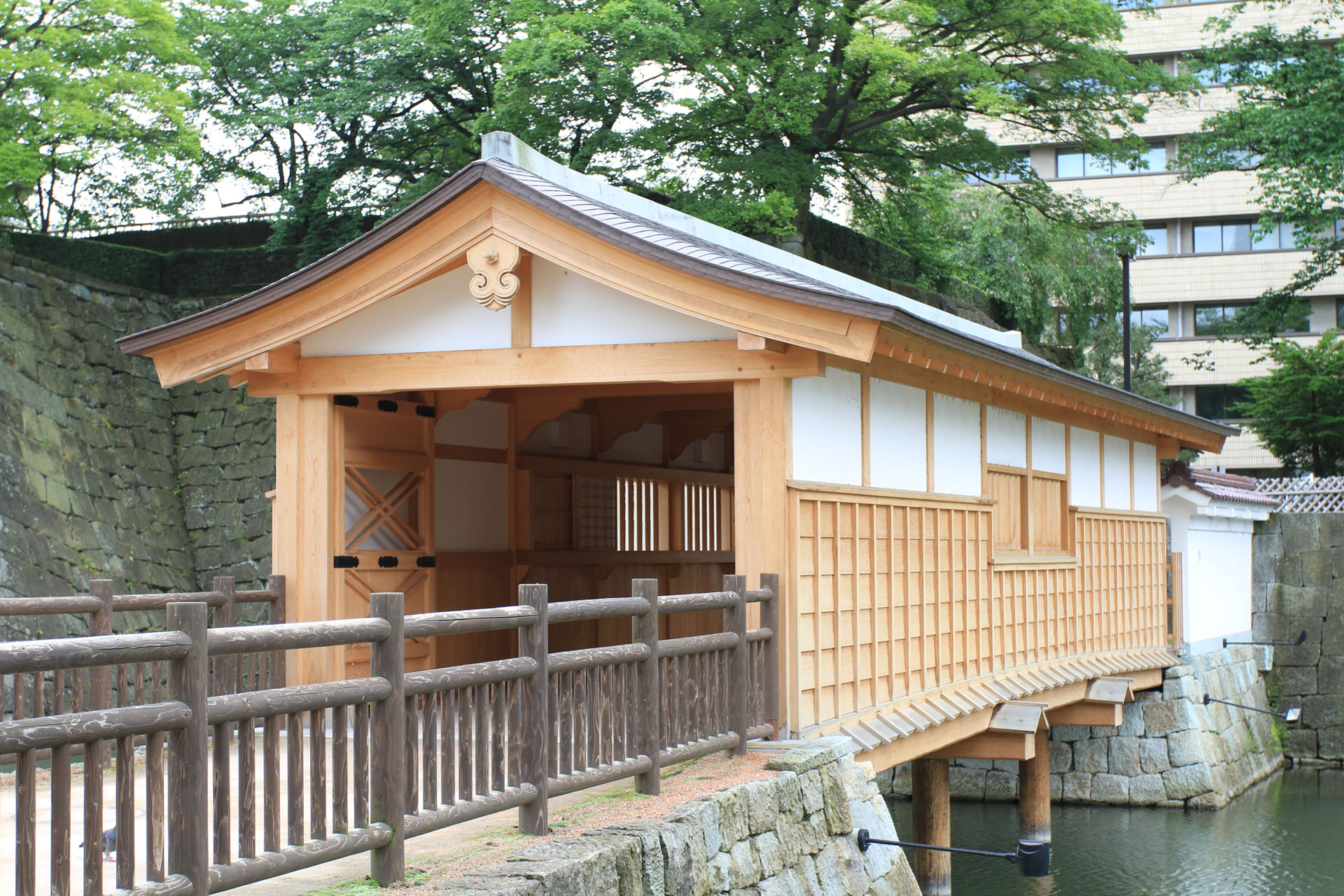
福井城 御廊下橋
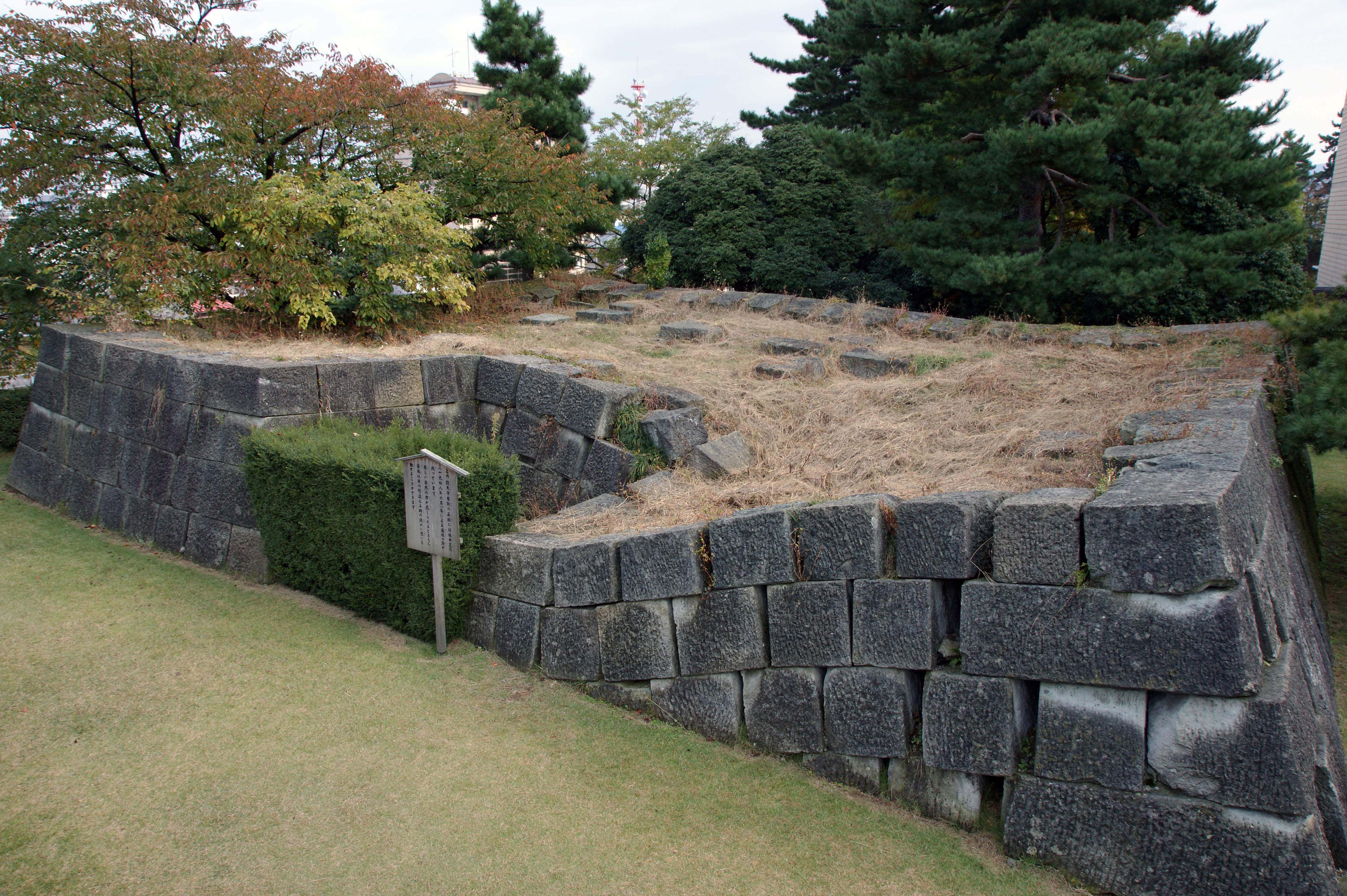
福井地震で一部が崩壊した天守台石垣
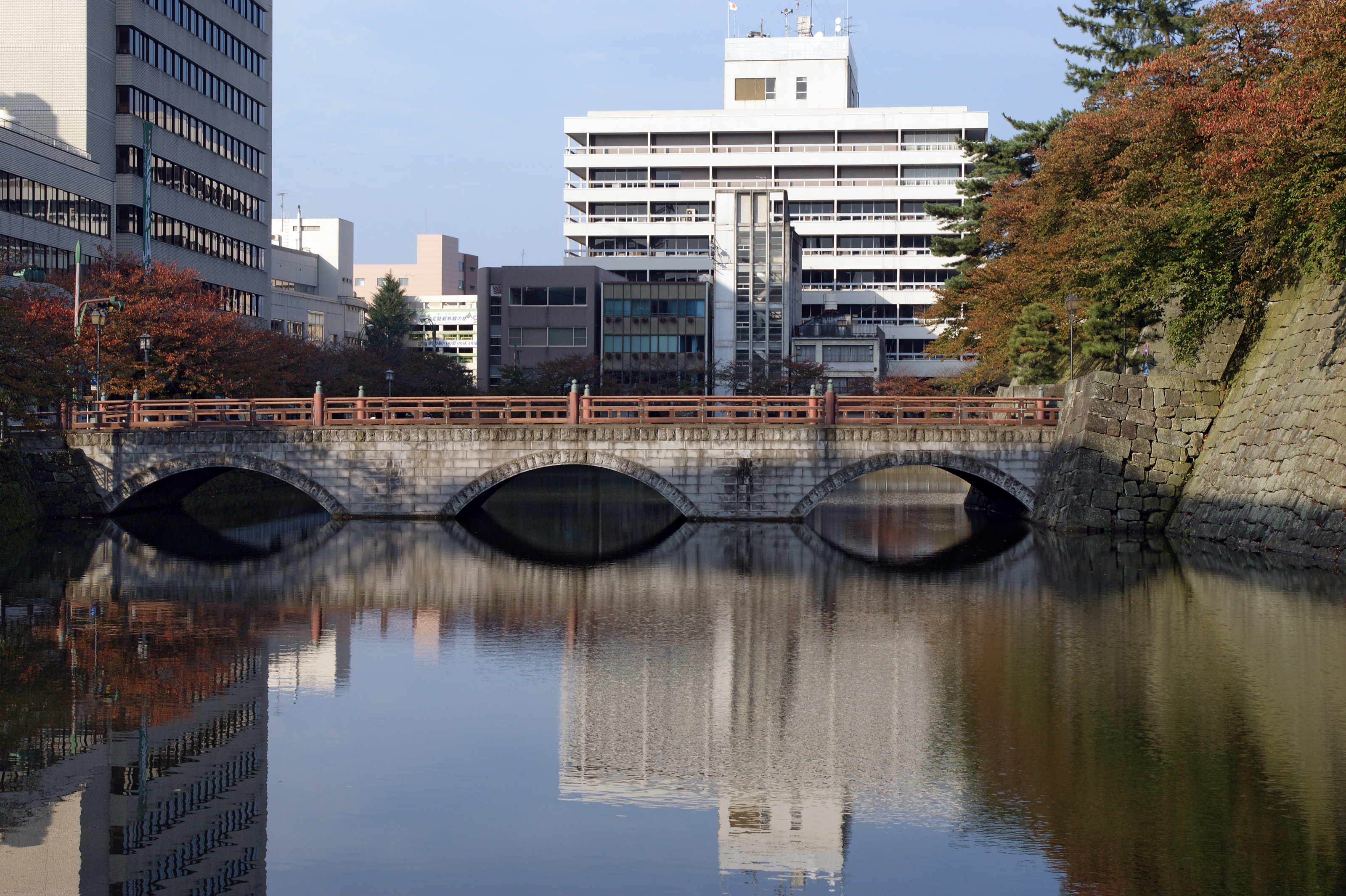
御本城橋
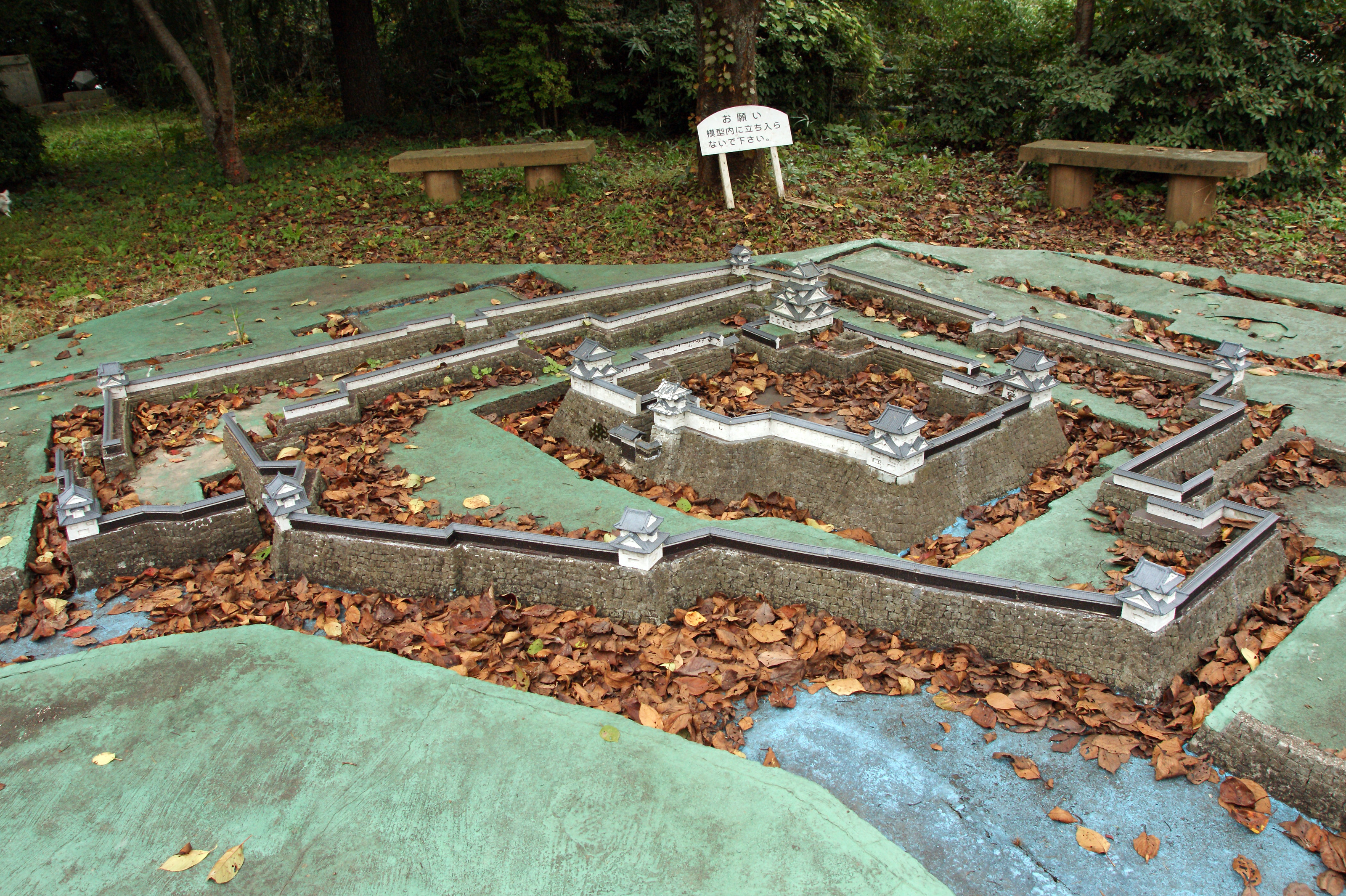
復元模型（足羽山にある）

## その他
1910年（明治43年）8月に福井城跡の農業試験場「松平試農場」で撲殺されたイヌ科動物が「日本最後のニホンオオカミ」であったとの論文が発表された。だが、この個体の標本は福井空襲により焼失したため（焼失前の写真は存在する）、最後の例と認定するには学術的には不確実である。

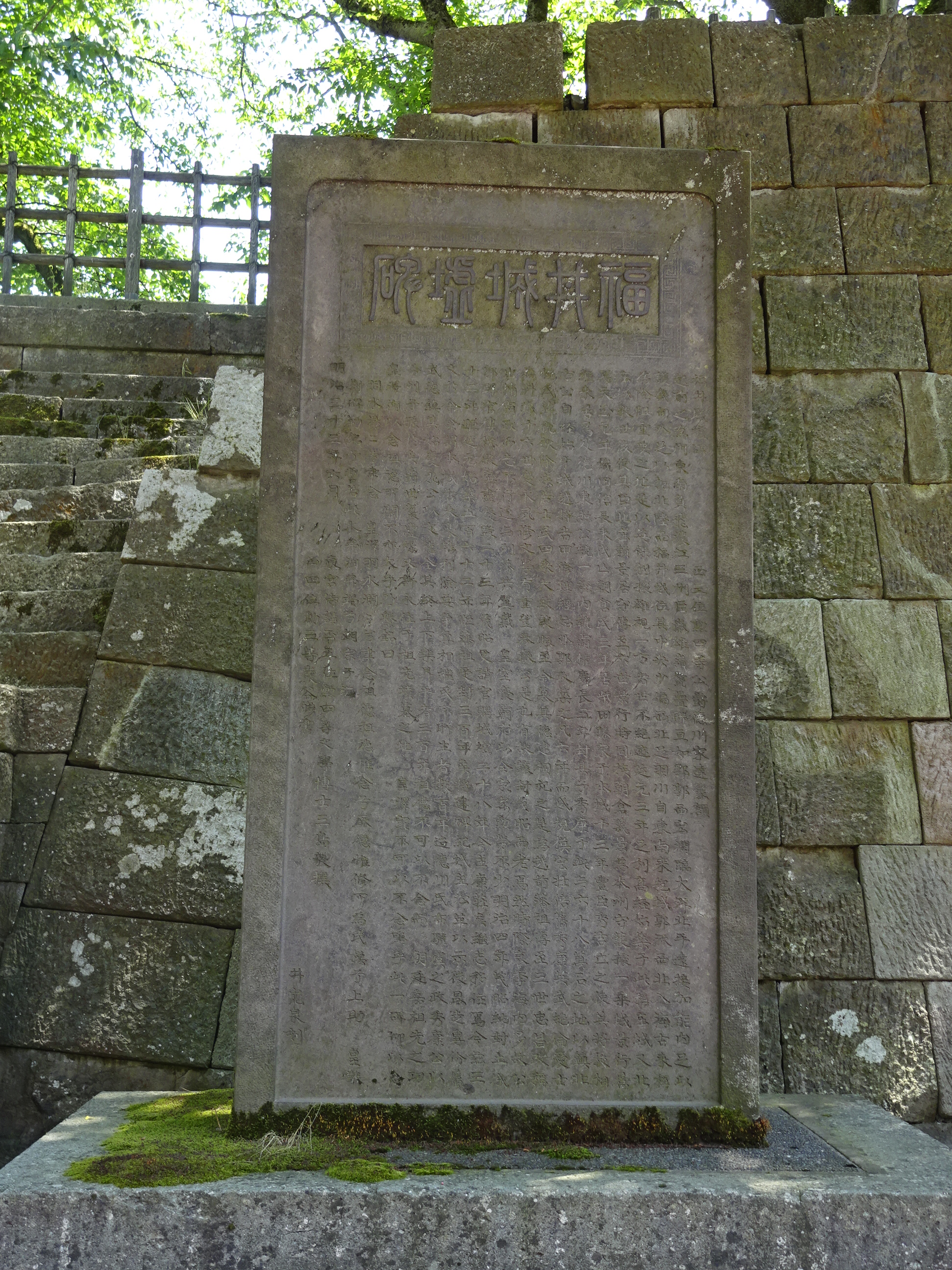
福井城墟碑

本丸跡に福井城墟碑がある。松平康荘建碑、徳川家達篆額、三島中洲撰、巖谷一六書、酒井八右衛門刻。1900年（明治33年）に、藩祖結城秀康の入府300年を記念して建てられた。福井城の沿革と藩祖の徳とを記す。

## 周辺
- 養浩館庭園
- 福井市立郷土歴史博物館
- 御泉水公園
- 福井県国際交流会館
- 福井地方裁判所
- NHK福井放送局
- 興宗寺（岩佐又兵衛墓所）

## 交通
- JR西日本・ハピラインふくい・えちぜん鉄道・福井鉄道 福井駅から徒歩7分
- 北陸自動車道・福井ICから約15分
  - 周辺に有料駐車場あり